# Gösta Rundqvist
Gösta Rundqvist (* 8. Februar 1945 in Iggesund, Gemeinde Hudiksvall; † 13. Januar 2010 in Uppsala) war ein schwedischer Jazzmusiker (Piano, Orgel, Vibraphon), Bandleader und Musikproduzent.

## Biographie
Gösta Rundqvist wuchs im nordschwedischen Iggesund auf und begann mit 14 Jahren in einer Amateurband als Akkordeonist aufzutreten. Seine Profikarriere begann er in einer Tanzband, wechselte dann zum Vibraphon und zog in den 1960er Jahren nach Hudiksvall, wo er hauptberuflich eine Weile außerhalb des Musikgeschäfts tätig war. Nach seinem Wechsel zum Piano spielte er mit regionalen Big Bands, wo er Musiker traf, mit denen er (als Organist) schließlich die Jazzrock-Band Splash gründete, die sich am Vorbild der Fusionbands Blood, Sweat & Tears und Chicago orientierte. Nach dieser Periode gründete er mit dem Saxophonist Håkan Lewin das Quartett Excursions, das im Stil des Modern Jazz spielte; 1976 gehörte er zudem der Sandviken Big Band an. 1979 zog er nach Sandviken, um in den nächsten zehn Jahren hauptberuflich als Musikpädagoge zu arbeiten. Daneben setzte er seine Zusammenarbeit mit Håkan Lewin fort, spielt auch in einem Quartett mit dem Saxophonisten Jonken Jonsson und der Sängerin Lena Jansson.
In den 1990er Jahren arbeitete Rundqvist mit einer eigenen Formation im Post-Bop-Idiom, mit der er 1994 das Album Until We Have Faces auf dem Label Sittel vorlegte. Außerdem war er Mitglied des Nogenja Jazz Soloists Ensemble („Nogenja“ steht für Non Generation Jazz) und spielte mit dem Sänger Svante Thuresson, Red Mitchell, Clark Terry, Johnny Griffin, Ken Peplowski sowie Toots Thielemans, der auf einem seiner Alben als Gast mitwirkte. Rundqvist selbst war in den 1990er Jahren auch an Aufnahmen von Agneta Baumann, Bosse Broberg, Jörg Högman, Ulf Wakenius (Dig In, 1997) und Putte Wickman beteiligt. Zuletzt betätigte er sich auch als Produzent für die Sängerin Maria Winther (Dreamsville).
Sein Sohn ist der Jazz-Schlagzeuger Fredrik Rundqvist.

## Diskographische Hinweise
- Until We Have Faces (Sittel, 1994)
- Treecircle (Opus)